# Método pH-SMP
El método pH-SMP es un método para analizar y corregir la acidez del suelo, que se basa en el poder amortiguador del suelo.
Las abreviaturas que identifican el método se refieren a los creadores del método: Shoemaker, Mac lean y Pratt (SMP).
El método exige que el análisis del suelo determine no solo el pH en el agua, sino también el pH-SMP para que, a partir de ahí, se calcule la cantidad de cal a aplicar al suelo para que alcance el pH considerado ideal para el cultivo de un determinado cultivo.

## Aspectos agronómicos
Este método, como los demás, debe ajustarse a la región donde se utilizará. Por tanto, es necesario que se realicen experimentos durante al menos 5 años, con el fin de establecer valores fiables que constituirán la tabla de cálculo. Esto es necesario porque los suelos tienden a constituir características comunes, según su origen. Por lo tanto, los suelos que componen una región determinada son similares en el sentido de que tienen el mismo origen. De modo que la tabla para determinar la cantidad de caliza utilizada en los estados de Santa Catarina y Rio Grande do Sul no servirá para los estados del Nordeste, por ejemplo. Esto se debe a que son suelos con características diferentes, por lo que los estados del sur deben tener su tabla y los del noreste otra, aunque utilicen el mismo método en el caso del ISMP.

### Importancia del método
En Brasil este método se utiliza para determinar el encalado de suelos en los estados de Rio Grande do Sul y Santa Catarina entre otros estados. Este método también se está utilizando en el Cerrado brasileño.